# USS LST-315
O USS LST-315 foi um navio de guerra norte-americano da classe LST que operou durante a Segunda Guerra Mundial.